# Bronisław Kuriata

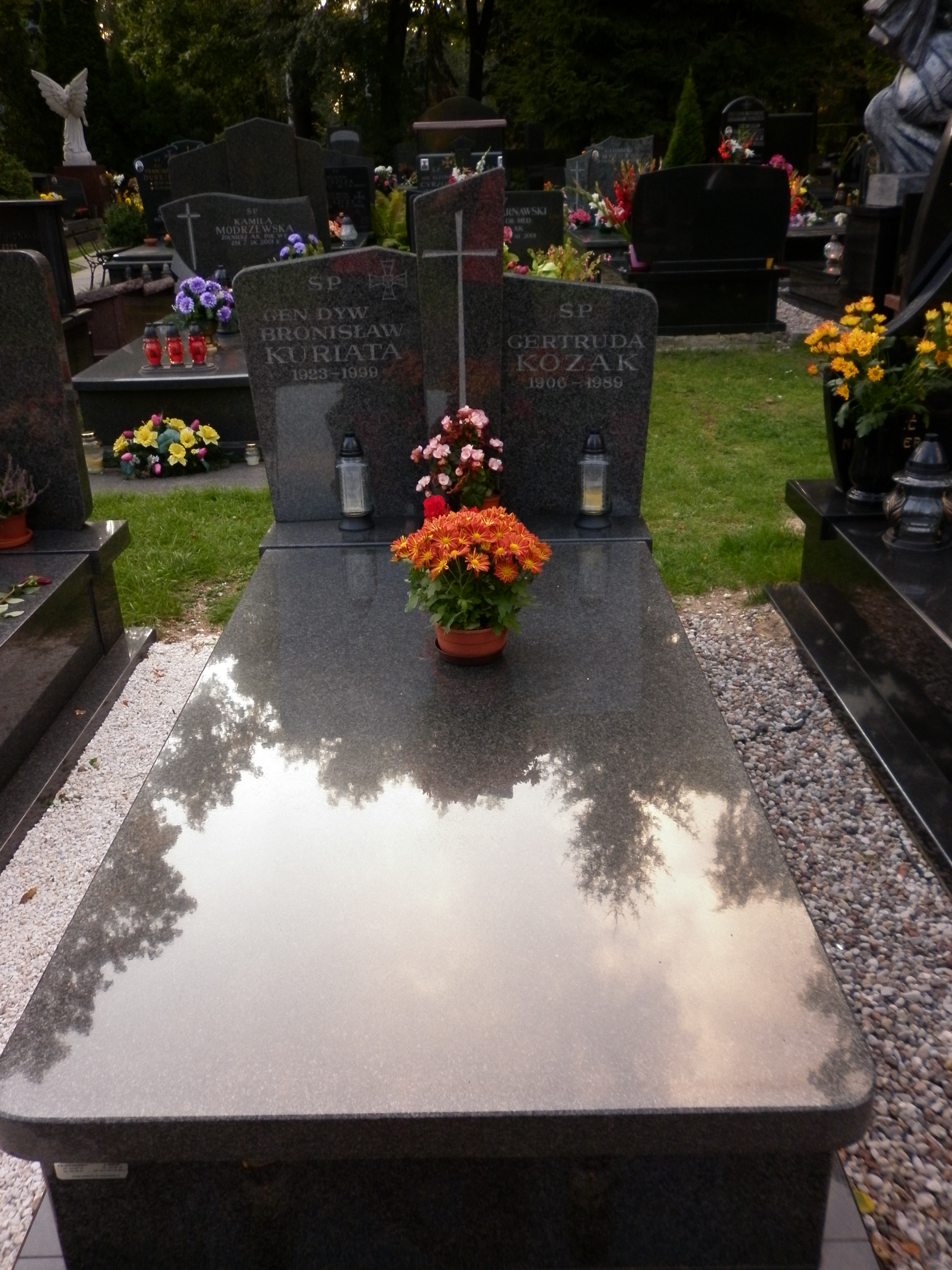
Grób Bronisława Kuriaty na Cmentarzu Wojskowym na Powązkach w Warszawie

Bronisław Kuriata (ur. 25 marca 1923 na Lewaczach na Wołyniu, zm. 25 października 1999 w Warszawie) – polski dowódca wojskowy, generał dywizji Wojska Polskiego, ostatni dowódca Korpusu Bezpieczeństwa Wewnętrznego (1965).

## Życiorys
Urodzony w Lewaczach, w gminie Ludwipol, powiecie kostopolskim, w województwie wołyńskim. Uczył się w szkole powszechnej w Lewaczach, którą ukończył w 1937 r. Potem, z powodu trudności materialnych rodziny nie uczył się, pracując w gospodarstwie ojca i sezonowo w lesie. Po zajęciu wschodnich terenów Polski przez ZSRR, uczył się wieczorowo w szkole radzieckiej w Ludwipolu. Podczas II wojny światowej walczył w latach 1942–1944 w szeregach polsko-sowieckiego oddziału partyzanckiego im. Feliksa Dzierżyńskiego na Zachodniej Ukrainie, w rejonie Szepetówki i Nowogrodu Wołyńskiego. W oddziale był szeregowym – wywiadowcą i nie posiadał pseudonimu. Do ludowego Wojska Polskiego wstąpił ochotniczo 15 maja 1944 i został skierowany do Szkoły Podoficerskiej 1 Armii Wojska Polskiego w Sielcach nad Oką. Szkołę ukończył w lipcu 1944, po czym rozpoczął naukę w 1 Oficerskiej Szkoły Piechoty w Riazaniu. 15 lutego 1945 ukończył szkołę oficerską i rozkazem Naczelnego Dowódcy WP z 6 marca 1945 został awansowany na stopień podporucznika. Brał udział w walkach frontowych na szlaku bojowym 1 Armii Wojska Polskiego od Kołobrzegu do Łaby, dowodząc plutonem, a następnie kompanią piechoty 11 pułku piechoty 4 Dywizji Piechoty im. Jana Kilińskiego. W czasie walk był dwukrotnie ranny – w kwietniu 1945 pod Bredikow i w maju 1945 pod Klitz nad Łabą, gdzie doznał ciężkiej rany stawu prawego kolana.
Od czerwca 1945 służył w podległym Ministerstwu Bezpieczeństwa Publicznego Korpusie Bezpieczeństwa Wewnętrznego. 22 czerwca 1945 objął funkcję dowódcy plutonu ckm w 7 specjalnym pułku KBW, a w październiku 1945 został dowódcą kompanii w 7 samodzielnym batalionie operacyjnym Korpusu Bezpieczeństwa Wewnętrznego w Katowicach. W tym okresie uczestniczył w walkach z bandami nacjonalistów ukraińskich i ze zbrojnym podziemiem niepodległościowym w południowych i wschodnich regionach kraju. W sierpniu 1946 został dowódcą kompanii zwiadu KBW w Katowicach, a w listopadzie 1947 został dowódcą kompanii szkoły podoficerskiej 6 pułku KBW. W sierpniu 1948 objął dowództwo 1 batalionu piechoty w tym pułku. We wrześniu 1950 ukończył kurs dowódców pułków w Wyższej Szkole Piechoty w Rembertowie. Po ukończeniu kursu został wyznaczony na zastępcę dowódcy 11 pułku KBW w Jeleniej Górze, a następnie w lipcu 1951 został dowódcą 9 pułku KBW w Bydgoszczy. W lipcu 1952 powrócił do Kielc na stanowisko dowódcy 7 pułku KBW, a w listopadzie 1954 objął dowództwo 12 pułku KBW im. Ziemi Szczecińskiej w Szczecinie. W latach 1955–1958 studiował na Fakultecie Ogólnowojskowym Akademii Sztabu Generalnego WP. Po ukończeniu studiów objął dowództwo 5 pułku KBW w Krakowie. W 1959 zdał egzaminy maturalne w Liceum Ogólnokształcącym dla Pracujących w Krakowie. W listopadzie 1960 został dowódcą 5 Brygady KBW Ziemi Krakowskiej (powołanej po reorganizacji 5 pułku KBW). W październiku 1963 awansowany uchwałą Rady Państwa PRL do stopnia generała brygady. Nominację wręczył mu 9 października 1963 w Belwederze przewodniczący Rady Państwa Aleksander Zawadzki. 10 stycznia 1964 został szefem sztabu KBW, a 11 marca 1965 minister spraw wewnętrznych PRL Mieczysław Moczar powołał go na pełniącego obowiązki dowódcy KBW (po gen. bryg. Włodzimierzu Musiu), którą to funkcję sprawował do 1 lipca 1965 (do czasu rozwiązaniu korpusu). Po rozformowaniu KBW czasowo pełnił obowiązki dowódcy podległych Ministerstwu Obrony Narodowej Wojsk Obrony Wewnętrznej. Współtworzył system Obrony Terytorialnej Kraju, którego integralną częścią były Wojska Obrony Wewnętrznej. Przyczynił się także do przywrócenia Jednostkom Podhalańskim Wojsk Obrony Wewnętrznej tradycyjnego stroju sprzed 1939 roku.
W latach 1965–1968 piastował stanowisko zastępcy, a w latach 1968–1971 I (pierwszego) zastępcy Głównego Inspektora Obrony Terytorialnej, gen. Grzegorza Korczyńskiego. Od maja 1968 był członkiem Prezydium Rady WF i Sportu MON. W październiku 1968 awansowany uchwałą Rady Państwa PRL do stopnia generała dywizji. Nominację wręczył mu 12 października 1968 w Belwederze przewodniczący Rady Państwa Marian Spychalski. W 1969 ukończył kurs operacyjno-strategiczny w Wojskowej Akademii Sztabu Generalnego Sił Zbrojnych ZSRR im. Klimenta J. Woroszyłowa w Moskwie. Był wyróżniany za organizację i kierowanie ćwiczeniami z udziałem Wojsk Obrony Wewnętrznej m.in. „Wrzos-69”, „Warmia-69” i „Ziemia Lubuska”.
Od lipca 1971 do sierpnia 1973 był przedstawicielem PRL w Międzynarodowej Komisji Kontroli i Nadzoru w Korei – w randze ministra pełnomocnego. W latach 1973–1976 zastępca pełnomocnika szefa Sztabu Generalnego WP ds. specjalnych. Następnie pozostawał w dyspozycji MON.
Członek PPR od 1947, następnie członek PZPR.
Na podstawie rozkazu personalnego MON z 31 grudnia 1979 został przeniesiony w stan spoczynku z dniem 15 stycznia 1980. 14 stycznia 1980 został pożegnany oficjalnie przez wiceministra obrony narodowej, zastępcę ministra do spraw ogólnych gen. broni Józefa Urbanowicza. W WP służył 36 lat, z czego 17 lat w stopniu generalskim.
Mieszkał w Warszawie, gdzie zmarł po długoletniej, ciężkiej chorobie. Pochowany na cmentarzu Powązki Wojskowe w Warszawie (kwatera EII-1-6).

## Awanse
- podporucznik – 1945
- porucznik – 1946
- kapitan – 1947
- major – 1951
- podpułkownik – 1955
- pułkownik – 1959
- generał brygady – 1963
- generał dywizji – 1968

## Działalność agenturalna
Według materiałów zgromadzonych w archiwum Instytutu Pamięci Narodowej był w latach 1946–1976 zarejestrowany jako tajny współpracownik (tajny informator) Informacji Wojskowej oraz Wojskowej Służby Wewnętrznej o pseudonimie „Młody”.

## Życie prywatne
Był synem Jana, rolnika i Feliksy z Rudnickich (zm. 1943). Mieszkał w Krakowie, a następnie w Waszawie. Od 1949 był żonaty z Łucją Wiktorią z domu Kozak (1928-2019). Małżeństwo miało dwóch synów – Andrzeja i Jerzego.

## Odznaczenia
- Krzyż Komandorski Orderu Odrodzenia Polski (1969)
- Krzyż Kawalerski Orderu Odrodzenia Polski (1960)
- Order Sztandaru Pracy II klasy (1964)
- Krzyż Walecznych (dwukrotnie – 1945 i 1946)
- Krzyż Partyzancki (1966)
- Złoty Krzyż Zasługi (1954)
- Medal „Za udział w walkach w obronie władzy ludowej”
- Medal 10-lecia Polski Ludowej (1954)
- Medal 30-lecia Polski Ludowej (1974)
- Medal za Warszawę 1939–1945
- Medal za Odrę, Nysę, Bałtyk
- Medal Zwycięstwa i Wolności 1945
- Złoty Medal „Siły Zbrojne w Służbie Ojczyzny” (1968)
- Srebrny Medal „Siły Zbrojne w Służbie Ojczyzny”
- Brązowy Medal „Siły Zbrojne w Służbie Ojczyzny”
- Medal „Za udział w walkach o Berlin” (1967)[5]
- Złoty Medal „Za Zasługi dla Obronności Kraju” (1973)
- Srebrny Medal „Za Zasługi dla Obronności Kraju”
- Brązowy Medal „Za Zasługi dla Obronności Kraju”
- Odznaka 1000-lecia Państwa Polskiego
- Odznaka KBW „20 lat w Służbie Narodu” (1964)
- Odznaka 25-lecia Ligi Obrony Kraju (1970)[6]
- Medal 100-lecia sportu polskiego  (1968)[7]
- Odznaka "Za Zasługi dla Kielecczyzny" (1970)[8]
- Order Czerwonego Sztandaru (ZSRR, 1968)
- Medal „Za wyzwolenie Warszawy” (ZSRR, 1945)
- Medal za Zdobycie Berlina (ZSRR)
- Medal za Zwycięstwo nad Niemcami w Wielkiej Wojnie Ojczyźnianej 1941-1945 (ZSRR, 1945)
- Odznaka „25 lat Zwycięstwa w Wielkiej Wojnie Narodowej 1941-1945”[9]
- Medal „Za umacnianie Przyjaźni Sił Zbrojnych” III stopnia (CSSR, 1970)

## Publikacje
- B. Kuriata, Za spokój i bezpieczeństwo obywateli Ludowej Ojczyzny /w/ Żołnierz Wolności, 1965, nr 120, s. 4